# Espectrohelioscopio
Un espectrohelioscopio es un tipo de telescopio solar diseñado por George Ellery Hale en 1924 para poder observar el Sol según una longitud de onda de luz determinada. El nombre proviene de tres palabras latinas: Espectro, referida al espectro de la luz; Helio, referida al Sol; y  Scopio, con el significado de observar.

## Descripción

Esquema típico de un espectrohelioscopio. Las dos ranuras oscilan rápidamente para dejar pasar sucesivas porciones de la radiación del sol (barriendo el disco solar) que va a ser observada en luz monocromática. Muchas variaciones son posibles: la colimación puede realizarse con espejos cóncavos, la dispersión puede ser conseguida con prismas de cristal, y el barrido puede obtenerse con ranuras fijas y girando prismas cuadrados. Dado que son aparatos de grandes dimensiones (normalmente más de 3m de largo) y delicados, los espectrohelioscopios normalmente permanecen fijos, estando dotados con espejos móviles para seguir la trayectoria del sol.

Un espectrohelioscopio básico es una máquina compleja que utiliza un espectroscopio para analizar la superficie del Sol.  La imagen formada por el objetivo está centrada en una estrecha ranura, que deja pasar solo una porción delgada de la superficie del Sol.  La luz entonces atraviesa un prisma o rejilla de difracción para descomponerla en su espectro. El espectro es entonces centrado en otra ranura, que solo deja pasar una parte estrecha del espectro (con la longitud de onda que se desea observar).  La luz es finalmente centrada en un ocular, donde se puede ver la superficie del Sol. Esta imagen sería solo una franja estrecha de la superficie del Sol, si no fuera porque la ranura de observación está dotada de un movimiento de vaivén que barre toda la superficie del Sol, obteniéndose una imagen completa del disco solar. Independientemente, pueden usarse espejos oscilantes en vez de ranuras para producir el mismo efecto de barrido: el primer espejo selecciona un sector del sol, y el segundo selecciona la longitud de onda deseada.
El espectroheliógrafo es un dispositivo similar, pero que capta fotográficamente las imágenes del sol en una longitud de onda determinada. En la actualidad sigue siendo utilizado en los observatorios profesionales.